# Marquinhos (futbolista nacido en 2003)
Marcus Vinicius Oliveira Alencar (São Paulo, Brasil, 7 de abril de 2003), conocido como Marquinhos, es un futbolista brasileño. Juega de delantero o extremo y su equipo es el Cruzeiro del Campeonato Brasileño de Serie A.

## Trayectoria
Formado en las inferiores del São Paulo F. C., debutó por el primer equipo el 11 de julio de 2021 ante el E. C. Bahia por la Serie A.
El 13 de junio de 2022 fichó por el Arsenal F. C. de la Premier League. La primera temporada en Inglaterra la completó en el Norwich City F. C. y la siguiente fue prestado al F. C. Nantes.
Para la temporada 2024, fue cedido de regreso a Brasil al Fluminense.

## Selección nacional
Marquinhos es internacional en categorías inferiores por Brasil. Disputó el Campeonato Sudamericano de Fútbol Sub-17 de 2019.

## Estadísticas
Actualizado al último partido disputado 26 de noviembre de 2024.
| Club | Div.          | Temporada     | Liga  | Liga  | Liga estatal | Liga estatal | Copas nacionales(1) | Copas nacionales(1) | Copas internacionales(2) | Copas internacionales(2) | Total | Total |
| Club | Div.          | Temporada     | Part. | Goles | Part.        | Goles        | Part.               | Goles               | Part.                    | Goles                    | Part. | Goles |
| --- | ------------- | ------------- | ----- | ----- | ------------ | ------------ | ------------------- | ------------------- | ------------------------ | ------------------------ | ----- | ----- |
| São Paulo F. C. · Brasil | 1.ª           | 2021          | 21    | 0     | 0            | 0            | 1                   | 0                   | 2                        | 1                        | 24    | 1     |
| São Paulo F. C. · Brasil | 1.ª           | 2022          | 1     | 0     | 11           | 2            | 3                   | 0                   | 3                        | 1                        | 18    | 3     |
| São Paulo F. C. · Brasil | Total club    | Total club    | 22    | 0     | 11           | 2            | 4                   | 0                   | 5                        | 2                        | 42    | 4     |
| Arsenal F. C. Inglaterra | 1.ª           | 2022-23       | 1     | 0     | ―            | ―            | 2                   | 0                   | 3                        | 1                        | 6     | 1     |
| Arsenal F. C. Inglaterra | Total club    | Total club    | 1     | 0     | 0            | 0            | 2                   | 0                   | 3                        | 1                        | 6     | 1     |
| Norwich City F. C. Inglaterra | 2.ª           | 2022-23       | 11    | 1     | ―            | ―            | ―                   | ―                   | ―                        | ―                        | 11    | 1     |
| Norwich City F. C. Inglaterra | Total club    | Total club    | 11    | 1     | 0            | 0            | 0                   | 0                   | 0                        | 0                        | 11    | 1     |
| F. C. Nantes Francia | 1.ª           | 2023-24       | 7     | 0     | ―            | ―            | ―                   | ―                   | ―                        | ―                        | 7     | 0     |
| F. C. Nantes Francia | Total club    | Total club    | 7     | 0     | 0            | 0            | 0                   | 0                   | 0                        | 0                        | 7     | 0     |
| Fluminense F. C. · Brasil | 1.ª           | 2024          | 20    | 0     | 3            | 0            | 1                   | 0                   | 5                        | 2                        | 29    | 2     |
| Fluminense F. C. · Brasil | Total club    | Total club    | 20    | 0     | 3            | 0            | 1                   | 0                   | 5                        | 2                        | 29    | 2     |
| Total carrera | Total carrera | Total carrera | 61    | 1     | 14           | 2            | 7                   | 0                   | 13                       | 5                        | 95    | 8     |
| (1) Incluye datos de la Copa de Brasil, FA Cup y Copa de la Liga de Inglaterra. (2) Incluye datos de la Copa Libertadores, la Copa Sudamericana y la Liga Europa de la UEFA. |               |               |       |       |              |              |                     |                     |                          |                          |       |       |

## Palmarés

### Títulos estatales
| Título              | Club            | País      | Año  |
| ------------------- | --------------- | --------- | ---- |
| Campeonato Paulista | São Paulo F. C. | São Paulo | 2021 |